# ویکتور ویکتوریا (فیلم ۱۹۹۵)
ویکتور ویکتوریا (انگلیسی: Victor/Victoria) فیلمی به کارگردانی بلیک ادواردز است که در سال ۱۹۹۵ منتشر شد. از بازیگران آن می‌توان به جولی اندروز اشاره کرد.